# Amon - The Darkside of Devilman
Amon - The Darkside of Devilman (AMON デビルマン黙示録?, Debiruman Mokushiroku - Amon), è un manga di Yu Kinutani basato sulla serie di Devilman di Gō Nagai.
Si ricollega al manga Devilman e narra le origini dei vari personaggi della serie e di Satana, spiegando meglio il suo particolare legame con Amon, il demone che si fonderà con Akira Fudo per divenire Devilman.
Dal manga è stato tratto un OAV uscito nel 2000, Amon - The Apocalypse of Devilman pubblicato in Italia da Yamato Video il 28 ottobre 2011.
È stato trasmesso per la prima volta sul canale Man-Ga di Sky Italia nell'ottobre 2012.

## Amon - The Apocalypse of Devilman

Fotogramma tratto dall'OAV

Apocalypse of Devilman, terzo degli OAV della serie Devilman, come i primi prende spunto direttamente dal manga di Go Nagai, discostandosi così totalmente dalla serie TV, e tornando come cruda denuncia sociale nei confronti di un'umanità vigliacca e violenta.
La trama di questo OAV inizia con la spietata lotta fra umani e demoni, durante la quale, non potendo riconoscere i demoni, gli umani si uccidono a vicenda. Akira Fudo resosi conto della crudeltà della specie umana, in seguito alla morte di Miki per mano di un gruppo di uomini a caccia di demoni, si trasforma e stermina il manipolo di fanatici che porta su un'asta la testa della ragazza in segno di trionfo.
In un momento di sconforto Akira si lascia andare ed Amon fuoriesce dal suo corpo, compiendo una strage di demoni. In seguito all'incontro tra Akira (Devilman) e Amon, vinto dal primo, c'è l'ultimo incontro tra Akira e Ryo (Satana), che termina il film.

## Trama
Ormai il mondo è impazzito. Non sapendo riconoscere i demoni dagli umani e non fidandosi più di nessuno, l'umanità intera si massacra a vicenda. 
Tornando a casa Makimura, Akira Fudo trova Miki e Tare brutalmente uccisi da una folla di rivoltosi. Questo fatto fa scomparire dalla sua anima l'ultimo briciolo di umanità rimasta e, accecato dalla rabbia e dal dolore, lo porta a massacrare la folla. La mattina seguente, i demoni vagano in giro per la città facendo strage di umani, uno di loro in particolare, Saylos, è stato incaricato da Satana di riportare Akira dalla loro parte.
Il ragazzo è distrutto dalla perdita dell'amata e quando viene messo di fronte alla scelta fra morire o unirsi ai demoni, perde il controllo, facendo prendere il sopravvento ad Amon, con il quale si era fuso per diventare Devilman, che sconfigge facilmente Saylos e, mentre si reca da Satana, massacra chiunque si trovi sulla sua strada. Amon si confronta con quest'ultimo, adirato dal fatto che abbia usato il suo corpo per salvare Akira dall'apocalisse e farlo vivere come demone. Satana però lo avvisa che la sua parte umana è ancora viva dentro di lui, dato che sono diventati un'unica entità, deciso a liberarsene, sfida Akira in un duello mortale nella sua mente. Il ragazzo si trasforma in Devilman e affronta Amon, inizialmente viene massacrato da quest'ultimo, ma grazie al ricordo di Miki e del suo immenso amore per lei, sconfigge brutalmente Amon con una raffica di pugni e si fonde nuovamente con esso.
Akira riprende il controllo del suo corpo e si schianta a terra causando un cratere a forma di una versione gigante di Devilman. In una Tokyo devastata dalla morte, dalla distruzione e dal terrore, Akira si risveglia e incrocia lo sguardo di Satana che da lontano, immobile, lo fissa. Illuminati dalle luci delle bombe che incombono sulla città e dal fuoco che divampa tra i palazzi, i due continuano a guardarsi. Dopo qualche secondo, Akira avanza verso Satana e lo supera continuando a camminare nel buio della strada, consapevole del demone che porta dentro di sé e del destino che lo attende, lasciando quest'ultimo immobile dietro di lui con lo sguardo perso nel vuoto.

## Doppiaggio
| Personaggio         | Voce originale   | Doppiatore italiano   |
| ------------------- | ---------------- | --------------------- |
| Akira Fudo/Devilman | Shinji Takeda    | Ivo De Palma          |
| Miki Makimura       | Atsuko Enomoto   | Beatrice Caggiula     |
| Ryo Asuka           | Seki Tomokazu    | Federico Zanandrea    |
| Amon                | Akio Ōtsuka      | Claudio Moneta        |
| Yumi                | Tomoko Kawakami  | Valentina Pallavicino |
| Miko                | Rie Tanaka       | Renata Bertolas       |
| Saylos              | Kazuki Yao       | Massimiliano Lotti    |
| Zuumbò              | Hirotaka Suzuoki | Andrea Bolognini      |

## Differenze con i manga
- Nel film non appare il Corpo Antidemoni, e apparentemente i genitori di Miki e Tare non sono stati arrestati e deportati alla sede del corpo speciale. Non è quindi nemmeno presente la sortita di Akira e dei devilman nella sede del Corpo Antidemoni per distruggere l'organizzazione e liberarne i prigionieri.
- Nel film la folla impazzita non assedia casa Makimura, ma vi si introduce di nascosto, e non è presente il bullo Masa, che nel manga muore per difendere Miki e Tare.
- Nel film è assente la figura del professor Rainuma, le cui tesi (errate) secondo cui la trasformazione da uomo in demone derivava da forti condizioni di stress e disagio gettavano ulteriore panico nella popolazione mondiale e inasprivano la "caccia alle streghe" da parte del Corpo Antidemoni.
- Nel film l'aspetto di Amon è molto diverso rispetto al manga. Quello di Devilman invece diverge molto dai disegni del manga classico, ma è più fedele a quello dei disegni di Amon: Darkside of The Devilman
- La scena in cui Akira si fonde con Amon è diversa nel film rispetto al manga.
- I personaggi di Zuovo (Zuboo), Yumi e Seros (Saylos) sono stati inventati appositamente per il film. Tuttavia Seros presenta somiglianze con Zan (demone dal rango di generale delle armate demoniache che sfida Akira nel terzo volume del manga) e un devilman dalle fattezze di granchio apparso brevemente sia nel manga classico che in Amon: Darkside of The Devilman che comanda un gruppetto di devilman incaricato di uccidere Amon.
- Nel manga classico Akira uccide gli assassini di Miki investendoli con un vortice di fiamme demoniache. Nel film li squarta tutti a mani nude.
- Nel manga Amon risorge mentre è circondato dai soldati del Corpo Antidemoni e da alcuni cacciatori di taglie desiderosi di catturarlo. Nel film mentre si trova faccia a faccia con Seros e i suoi sottoposti.
- Non appaiono, nel film, la banda di bulli di Dosuroku e i monaci buddisti divenuti devilmen. Mancando Doskuroku non è quindi presente il suo scontro con Amon dopo essersi fuso con tre potenti devilmen (scontro che porterà il ragazzo alla morte per mano di Zenon).
- Nel manga Amon è protagonista di tre scontri: quello con i devilmen incaricati di ucciderlo, quello con Dosuroku e quello con Zenon (che non appare nel film), nel film solo di due: con Seros dopo aver decimato il suo esercito, e con Akira, in uno scontro interiore per decretare quale delle due coscienze è più forte (lo scontro tra Akira ed Amon nel manga avverrà molto più tardi, nel sesto volume).
- Nel film Amon viene sconfitto da Akira, nel manga da Satana, che restituisce la coscienza ad Akira con un bacio.
- Nel film apparentemente la testa mozzata di Miki viene distrutta da Amon; sia nel manga rimane intatta, e Akira la seppellisce.
- Nel film il finale viene lasciato aperto senza sapere cosa accadrà in futuro. Nel manga iniziato l'apocalisse dal cielo giungono gli angeli per risanare il pianeta.